# Amore mio (film)
Amore mio è un film del 1964 diretto da Raffaello Matarazzo.
Si tratta dell'ultima regia di Matarazzo, morto due anni dopo a causa di un infarto provocato dalla paura di essere affetto da tumore.

## Trama
Un venditore di motoscafi durante un viaggio di lavoro salva casualmente una ragazza che ha appena tentato il suicidio. I due s'innamorano e decidono di convivere nonostante la contrarietà della madre di lei e della moglie di lui, una donna indipendente e volitiva ma condizionata dal conformismo borghese e restìa ad accordargli la separazione. L'improvvisa fuga della bambina di lui - che si allontana da casa per rintracciare il padre al quale è molto affezionata, ma viene quasi subito trovata e rassicurata dalla ragazza - cambierà il destino della coppia.

## Produzione
Dopo aver diretto tre commedie, Matarazzo torna al melodramma sentimentale strappalacrime, con cui aveva ottenuto tanto successo nel decennio precedente, ma a causa di alcune traversie sorte durante la produzione, la pellicola fu distribuita dalla Titanus soltanto nei circuiti minori di provincia, mentre non arrivò mai nelle grandi città come Roma e Milano e dunque registrò uno scarso successo economico.

## Distribuzione
Il film è attualmente disponibile in versione integrale sulla piattaforma YouTube.

## Accoglienza
Il film è stato classificato "per adulti con riserva" dal Centro Cattolico Cinematografico.